# Mustapha Allaoui
Mustapha Allaoui (Fès, 30 maggio 1983) è un calciatore marocchino, di ruolo attaccante.

## Carriera

### Nazionale
Nel 2004 ha fatto parte della selezione marocchina che ha partecipato ai Giochi della XXVIII Olimpiade.

## Palmarès

### Club

#### Competizioni nazionali
- Campionato marocchino: 1

FAR Rabat: 2008